# Carl Albert Nauwerck
Carl Albert Nauwerck, auch Karl Albert Nauwerck bzw. Nauwerk (* 28. August 1735 in Mirow; † 6. Januar 1801 in Domhof Ratzeburg) war ein deutscher evangelisch-lutherischer Geistlicher und Dompropst am Ratzeburger Dom.

## Leben
Carl Albert Nauwerck wurde als Sohn des Kaufmanns (Johann) Gottlieb Nauwerck (1694–1761) geboren. Nach Abschluss seines Theologiestudiums begleitete er als Kabinettsprediger den Erbprinzen (späteren Großherzog) Karl im Felde. 1765 wurde er Zweiter Prediger an St. Laurentius in Schönberg (Mecklenburg). 1767 wurde er als Nachfolger von Ernst Martin Ditmar zum Dompropst und Konsistorial-Assessor an den Ratzeburger Dom berufen, wo er bis an sein Lebensende blieb. 1789 erhielt er den Titel Konsistorialrat. Zusammen mit seinem unmittelbaren Vorgesetzten und Freund, dem Strelitzer Superintendenten Andreas Gottlieb Masch baute er die Dombibliothek auf. Ein herzogliches Reglement übertrug ihm 1769 die Schulaufsicht über die Landschulen im Fürstentum Ratzeburg.
Er war verheiratet mit Eva Sophia, geb. Egge († 1806). Zu den Kindern des Paares gehörte Ludwig Nauwerck.